# Bazouges-la-Pérouse
Bazouges-la-Pérouse is een gemeente in het Franse departement Ille-et-Vilaine in de regio Bretagne. De plaats maakt deel uit van het arrondissement Fougères-Vitré. Bazouges-la-Pérouse telde op 1 januari 2022 1.865 inwoners.

## Geografie
De oppervlakte van Bazouges-la-Pérouse bedroeg op 1 januari 2022 58,18 vierkante kilometer; de bevolkingsdichtheid was toen 32,1 inwoners per km².

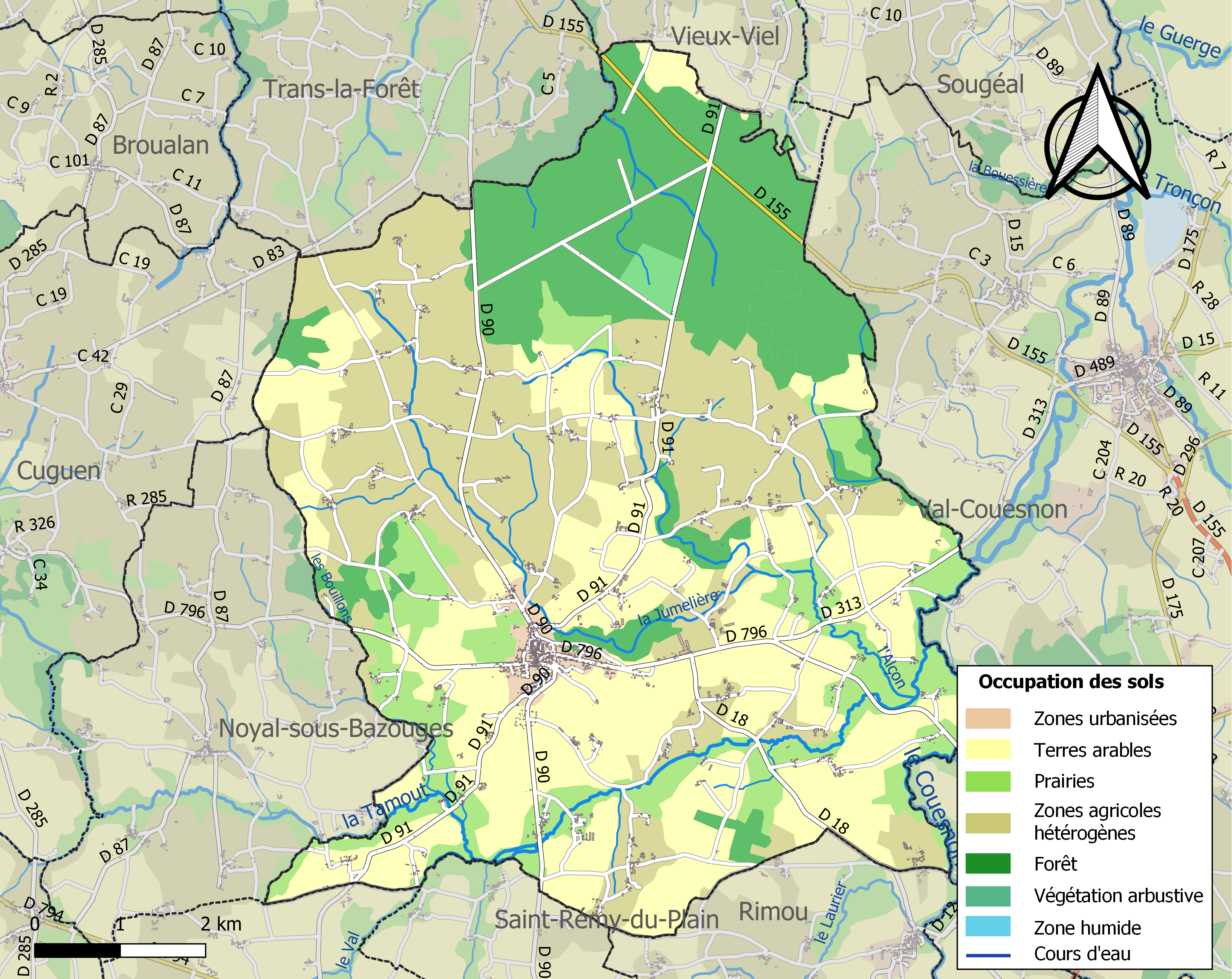
Kaart van de gemeente met belangrijkste infrastructuur, bodemgebruik en omliggende gemeenten

## Demografie
Onderstaande figuur toont het verloop van het inwonertal, bron: INSEE-tellingen. 